# Calle San Juan (Sevilla)
La calle San Juan es una vía pública de la ciudad española de Sevilla.

## Descripción
La vía discurre desde la calle Boteros hasta la plaza de la Alfalfa. Aparece descrita en la Noticia histórica del origen de los nombres de las calles de esta ciudad de Sevilla (1839) de Félix González de León con las siguientes palabras:

Calle de san Juan. Es una travesía muy corta de la calle de la Vinatería, á la plaza de las Carnicerías que no tiene nada que observar, ni sé el origen de su nombre; es de la parroquia de san Isidoro, y del cuartel B.
(González de León, 1839, p. 342)